# Quốc lộ 40B
Quốc lộ 40B (Đường Nam Quảng Nam cũ; ĐT 616 Cũ) là quốc lộ nối liền Thành phố Đà Nẵng và tỉnh Quảng Ngãi.
Quốc lộ 40B có chiều dài 209 km đi qua các huyện, thành phố: Tam Kỳ, Phú Ninh, Tiên Phước, Bắc Trà My, Nam Trà My (Quảng Nam), Tu Mơ Rông, Đăk Tô (Kon Tum).